# Personaje

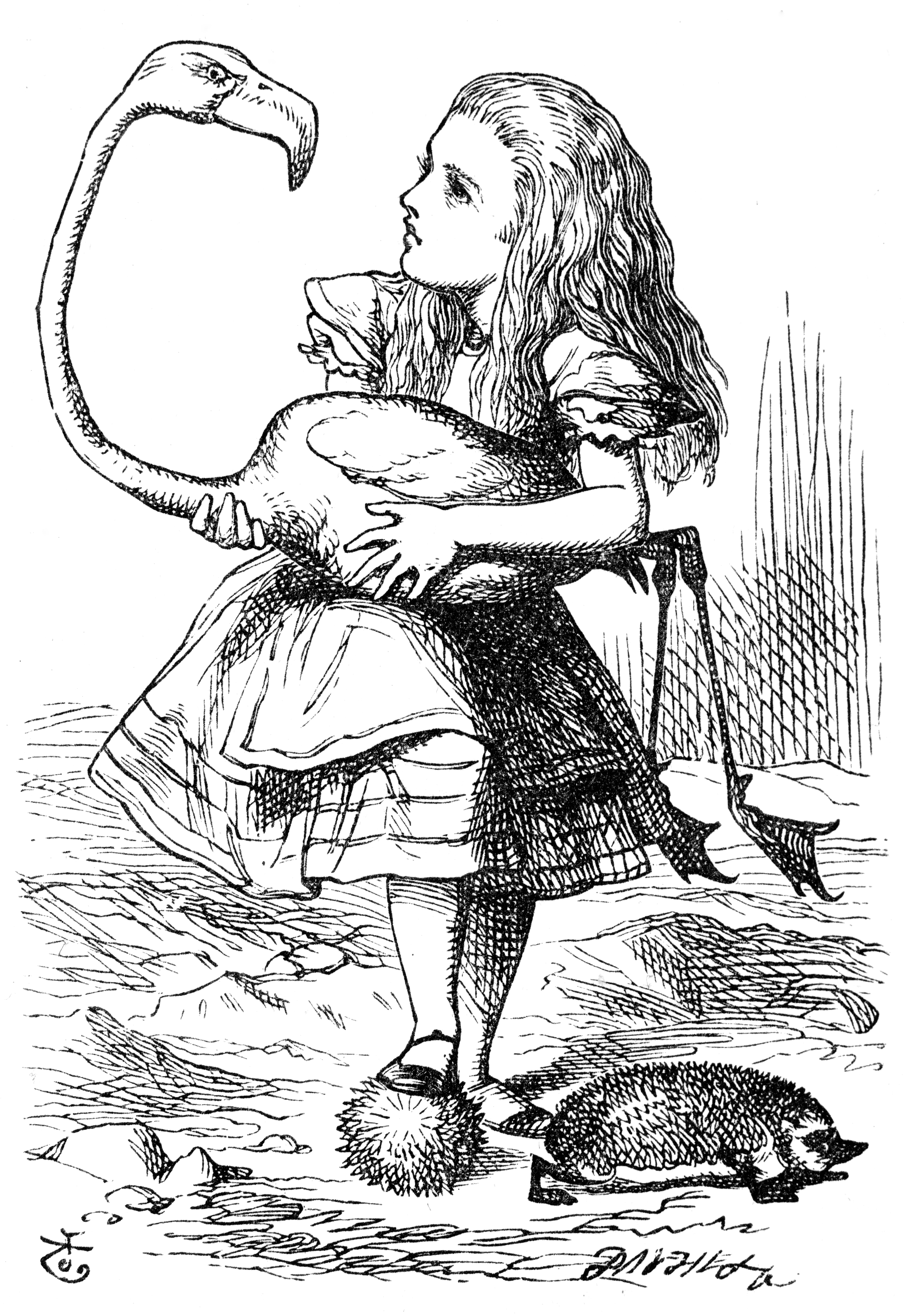
Alicia, personaje de Alicia en el País de las Maravillas de Lewis Carroll, en una ilustración de 1865 de John Tenniel para la novela.

En ficción, un personaje es cada una de las personas o seres ya sean reales o imaginarios que aparecen en una narrativa, ya sea televisiva, teatral, cinematográfica, literaria, o de videojuegos. Un caso particular es en la poesía, donde siempre hay algún tipo de persona presente.
Los personajes suelen ser el elemento endocéntrico de los textos de ficción. Los personajes guían a los lectores o a la audiencia a través de sus historias, ayudándoles a comprender las tramas y reflexionar sobre los temas. Una novela sin personajes es extremadamente inusual, aunque ha habido experimentos en este sentido, tal es el ejemplo de la obra Finnegans Wake, de James Joyce.
Asimismo, el personaje es una construcción mental elaborada mediante el lenguaje y la imagen. En varios espectáculos teatrales, puestas en escena y películas los personajes son protagonizados por actores, bailarines y cantantes. Para las animaciones y los títeres, existen actores vocales.
El personaje, como concepto estructuralista, permanece estático, y se reduce a un conjunto de características o a una función necesaria en el desarrollo de la acción.

## Persona y personaje
El término “Personaje” proviene de la palabra “Persona”, de origen griego, πρόσωπον [prósôpon], que significaba máscara de actor, o personaje teatral.
La crítica literaria mantiene una clara distinción entre personas y personajes, diferenciando entre personas reales y personajes literarios. La persona pertenece al mundo real, mientras que el personaje es sólo ficción, palabras sobre papel que evocan imágenes mentales.
Las personas convierten en lenguaje los elementos que perciben, mientras que en el personaje literario el objeto percibido es ya lenguaje. Para Jacques Lacan, lo real está ahí, pero siempre fuera de nuestro alcance; el "orden simbólico" es un sistema mediador basado en el lenguaje y la representación simbólica de las cosas: «construimos nuestro mundo a través del lenguaje».
Para Karl Marx y otros autores, persona es la realidad íntima, la totalidad del auténtico ser, lo que se esconde dentro del personaje, que sólo es una imagen ficticia que el mundo nos impone o que inventamos y ofrecemos al resto del mundo.

## La construcción de personajes literarios
En la escritura de ficción, los autores crean personajes dinámicos utilizando varios métodos. A veces los personajes se crean desde la imaginación; en otros casos, acentuando un rasgo del carácter de una persona real en una nueva creación ficticia.

### Personas reales, en parte o en su totalidad
Un autor o creador que basa un personaje en una persona real puede usar a alguien que conoce, una figura histórica, una figura actual a la que no ha conocido, o a sí mismo, pudiendo considerarse a este último como un autor sustituto o un ejemplo de auto inserción.
El uso de una persona famosa, fácilmente identificable con ciertos rasgos de personalidad, como base para la creación de un personaje principal es una característica de las obras alegóricas, como Animal Farm, que retrata a los revolucionarios soviéticos como cerdos. Otros autores, especialmente para la ficción histórica, hacen uso de personas reales y crean historias ficticias que giran en torno a sus vidas. Un ejemplo de esto es la novela The Paris Wife de Paula McLain, que gira en torno a Ernest Hemingway.

### Personajes estereotípicos

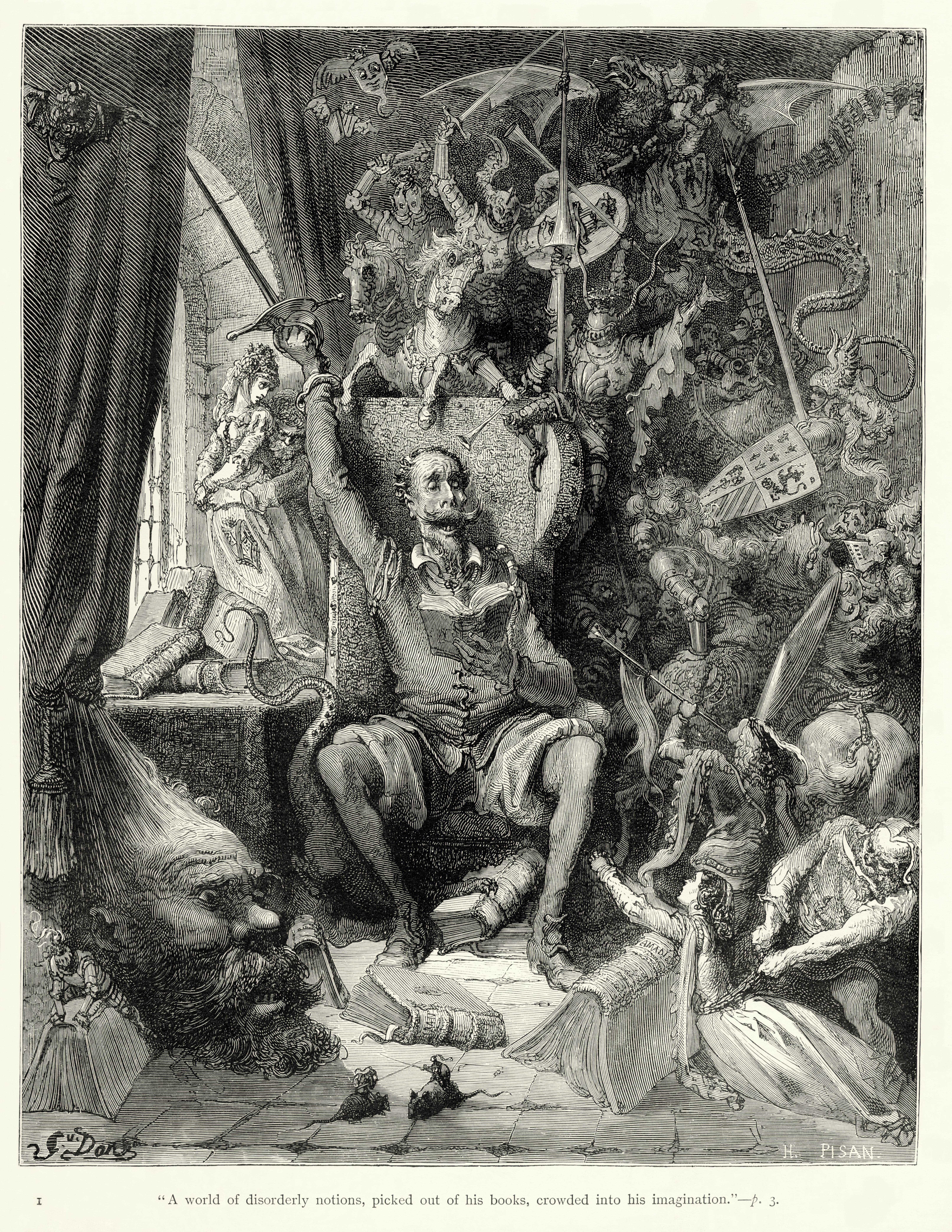
El personaje "Don Quijote de la Mancha".
Grabado de Gustave Doré.

Un autor también puede crear un personaje ficticio utilizando personajes genéricos, generalmente planos, que tienden a usarse como personajes secundarios o terciarios. Sin embargo, algunos autores han utilizado estos personajes como punto de partida para construir personajes ricamente detallados, como Shakespeare al hacer uso del estereotipo de soldado jactancioso como base para Falstaff.
Algunos autores crean nombres que implican la composición psicológica de la persona, o a su apariencia. Por ejemplo, François Rabelais dio el nombre de Gargantúa a un gigante y la enorme ballena en Pinocho se llama Monstro.
Cervantes, construye sus personajes utilizando a los mismos, que se definen por lo que dicen y hacen, o mediante los demás personajes, que emiten juicios y opiniones acerca de sus compañeros, definiéndose a sí mismos en el acto; el narrador ofrece descripciones de cualidades físicas y morales de estos personajes, además de relatar sus acciones que a su vez los definen.
El autor construye al personaje, inicialmente, como indica la portada del primer Quijote: “El ingenioso hidalgo Don Quijote de la Mancha, compuesto por Miguel de Cervantes”, pero el autor insiste sobre la ineluctable responsabilidad del lector de entender el libro a su propia manera, es decir, de ir construyendo a su propio don Quijote.

Cervantes no ofrece personajes, sino la posibilidad de construir vidas... porque ha sabido proporcionar materiales discursivos tales que piden que me pregunte por las motivaciones ocultas de los personajes, y que me permiten, o autorizan, o simplemente fuerzan a que les construya una vida que desborda los límites del texto verbal.
Carroll Johnson.

### Caracterización
La caracterización es la construcción detallada de los personajes de una historia. Este trabajo consiste en que un autor defina con precisión qué es lo que identifica a un personaje, qué lo hace único, como su nombre, su físico, sus orígenes, su estilo de vida, y sus aspectos psicológicos. Tiene como objetivo que el público sea capaz de diferenciar a los actores de una trama, de entenderlos, de apegarse a ellos, de identificar sus angustias o, por el contrario, de odiarlos. El espectador debe sentir los mismos sentimientos que frente a personas reales.
Un guionista puede imaginar la biografía completa de cada uno de los personajes que crea. Si algunos elementos no sirven directamente a la historia, son los que dan sustancia a los personajes.

## Tipos de personajes

### Clasificación según su rol en la historia
- Protagonista: El protagonista está en el centro de la historia, toma las decisiones clave y experimenta las consecuencias de las mismas. Es el principal agente impulsor de la historia y suele ser el personaje que se enfrenta a los obstáculos más importantes. Si una historia contiene una subtrama, o es una narración compuesta por varias historias, cada subtrama puede tener su propio protagonista. No debe confundirse con el personaje principal, aunque es común que los guionistas fusionen estos dos personajes para crear al héroe. Sin embargo, uno de los beneficios narrativos de diferenciarlos es darle más profundidad al protagonista. De hecho, un héroe no siempre tiene la perspectiva necesaria para percibir plenamente sus propias acciones. Por ejemplo, en Entrevista con el vampiro de Anne Rice, Louis de Pointe du Lac, el personaje principal, cuenta toda la historia. Por otro lado, el protagonista es de hecho Lestat, el vampiro cuyos actos y gestos animan la historia. Todavía es muy común que la historia se cuente desde el punto de vista del protagonista.
- Antagonista: El antagonista encarna la oposición a un protagonista o héroe, a menudo es quien cumple el lugar del villano, al cual se debe enfrentar y combatir. Representa la fuerza aparente y necesaria para que exista un conflicto. Hay dos tipos opuestos. Por un lado, puede tener un papel que consiste en entorpecer o frenar al protagonista en el éxito de su objetivo. Por otro lado, puede perseguir su propio objetivo con repercusiones negativas. En este caso, es el protagonista quien trata de impedirlo. El antagonista no necesariamente es bueno o malo en sí mismo, un ejemplo es Light Yagami y L en Death Note, donde el protagonista es el villano y el antagonista es un héroe que se le opone.
- Deuteragonista: El deuteragonista es un personaje con una importancia cercana al protagonista,[2] pero la historia principal no corresponde directamente con su arco de personaje. Un deuteragonista puede alternar entre aliado o enemigo del protagonista en función de su propio argumento.
- Personaje terciario: Los personajes terciarios son aquellos que habitan en el mundo de la historia, pero no están necesariamente involucrados en ella. Estos personajes tienen diversas funciones, como revelar alguna pista al protagonista o simplemente ocupar puestos de trabajo y poblar el mundo.
- Confidente: El confidente es un tipo de personaje secundario en la historia, a menudo un amigo o una figura de autoridad, cuyo papel es escuchar los secretos del protagonista, examinar su carácter y asesorarlo sobre sus acciones. En lugar de simplemente actuar como un oyente pasivo de los monólogos del protagonista, el confidente puede actuar para hacer avanzar la historia o servir para guiar y representar las reacciones de la audiencia.[3]
- Interés amoroso: Es un tipo de personaje cuyo rol en una historia es el de ser un amante, o amante potencial, de otro personaje, especialmente del protagonista.
- Personaje de foil: Un personaje de foil es aquel cuya personalidad o valores contrastan con las de otro personaje, a menudo para mostrar o resaltar algún aspecto de este último.[4] Este término literario lleva el nombre de un viejo truco de joyería que consiste en colocar una gema en una base de aluminio para realzar su brillo. Un ejemplo de personaje de foil es Draco Malfoy en Harry Potter. Tanto Draco como Harry son magos, pero la inclinación de Malfoy por el mal refuerza la determinación de Harry de usar sus poderes para el bien. Malfoy en algunas ocasiones toma el papel del antagonista, interfiriendo la búsqueda de Harry para matar a Lord Voldemort.

### Clasificación según su nivel de desarrollo
Los críticos distinguen entre "personajes redondos" y "personajes planos". Los primeros están ideados con muchas características de personalidad y tienden a ser complejos, más realistas y creíbles. Los personajes planos solo poseen unos pocos rasgos de personalidad y son más simples y menos creíbles. El protagonista de una novela (algunas veces el "héroe" o "heroína") es generalmente un personaje redondo, y los personajes secundarios o menores dentro de la misma obra suelen ser planos. Igualmente, muchos personajes antagónicos (que chocan con los protagonistas, algunas veces llamados "villanos") son personajes redondos.
En su libro Aspectos de la novela, E. M. Forster define dos tipos de personajes, así como sus cualidades, funciones, e importancia para el desarrollo de la novela: Los personajes planos son bidimensionales, en este aspecto son relativamente simples. En contraste, los personajes redondos son figuras complejas con varias características diferentes.

##### Personajes redondos
Los personajes redondos son los que impulsan la historia. Así que toda la información sobre ellos es interesante. Por el contrario, los personajes planos sirven a la narrativa. Para ellos, sólo se revela lo estrictamente necesario para la acción. Las figuras redondas son las más detalladas. Su descripción es tan completa que en ocasiones pueden parecer reales.
En general, los protagonistas tienen esta característica, aunque hay célebres excepciones como Harrison Bergeron en el cuento Pobre Superman de Kurt Vonnegut. Los antagonistas también suelen ser redondos, aunque el papel del villano en una comedia puede ser particularmente plano para dar un efecto de farsa.
Ejemplos de personajes redondos:
- Scarlett O'Hara y Rhett Butler en Lo que el viento se llevo de Margaret Mitchell ;
- Frodo Bolsón en El señor de los anillos de J. R. R. Tolkien ;
- Hannibal Lecter en El silencio de los inocentes;
- Buffy Summers de Buffy, la cazavampiros;
- Harry Potter de la serie de J.K. Rowling.

En términos psicológicos, los personajes complejos o redondos pueden ser analizados bajo el modelo de los cinco grandes, el cual distingue cinco dimensiones de personalidad. Estas cinco dimensiones son:
- Extraversión (Extrovertido/energético o solitario/reservado)
- Simpatía (Amigable/compasivo o crítico/racional)
- Apertura a la experiencia (inventivo/curioso o coherente/precavido)
- Escrupulosidad (eficiente/organizado o extravagante/despreocupado)
- Neuroticismo (sensible/nervioso o resiliente/confidente)

##### Personaje plano
El personaje plano destaca por su falta de detalle. Aunque la descripción de tal personaje puede ser precisa, por lo general, solo cuenta con una característica destacable. A lo largo de la historia del género dramático se han desarrollado varios estereotipos y arquetipos. Estos suelen ser la base de los personajes planos, aunque también es posible encontrar elementos de personajes arquetípicos en los personajes redondos. La Commedia dell'arte, una forma de improvisación teatral originaria de Italia, se basa en personajes reconocibles y estereotipados en situaciones convencionales.
Los personajes secundarios generalmente son planos, ya que los papeles secundarios no necesitan ser demasiado complejos. Además, la literatura experimental y la ficción posmoderna a menudo usan intencionalmente personajes planos, incluso en sus protagonistas. Los personajes tipo usualmente son unidimensionales.
Las Mary Sues y Gary Stus son personajes que suelen aparecer en fan-fictions, y se caracterizan por ser virtualmente carentes de defectos, debido a esto, son considerados como personajes planos. Otro tipo de personaje plano es el "walk-on", un término utilizado por Seymour Chatman para personajes que no están completamente delimitados e individualizados, más bien forman parte del entorno de la narrativa.

##### Personaje dinámico
Un personaje dinámico es aquel que cambia significativamente a lo largo de la historia. Entre los cambios que puede atravesar un personaje, están aquellos que aluden a la percepción, comprensión, compromiso personal y finalmente valores. Por definición, el protagonista es casi siempre un personaje dinámico. Particularmente en las novelas formativas, el héroe a menudo experimenta un cambio de la inocencia a la experiencia.
Ejemplos de personajes dinámicos:
- John the savage, en Un mundo feliz de Aldous Huxley.
- Luke Skywalker en la trilogía original de Star Wars.
- Elizabeth Bennet en Orgullo y prejuicio de Jane Austen.
- Katniss Everdeen en Los juegos del hambre de Suzanne Collins.
- Orion Pax / Optimus Prime en Transformers One

#### Personaje estático
Un personaje estático no experimenta cambios perceptibles. Ya sea redondo o plano, su personalidad sigue siendo esencialmente la misma a lo largo de la historia. Este suele ser el caso de los personajes secundarios cuyo propósito es principalmente servir a la trama o como elementos temáticos. Los personajes secundarios y principales, sin contar al protagonista, son generalmente estáticos, aunque hay excepciones. Los personajes estáticos pueden participar en la trama ayudando al héroe.

## Arquetipos
Un autor puede crear un personaje utilizando arquetipos básicos de personajes que son comunes en muchas tradiciones culturales: la figura paterna, la figura materna, el héroe, etc. Algunos escritores hacen uso de los arquetipos presentados por Carl Jung como base para definir las características de un personaje. Generalmente, cuando se usa un arquetipo de algún sistema (como el de Jung), los elementos de la historia también siguen los patrones esperados por dicho sistema en términos del argumento.
Un personaje puede estar basado en un arquetipo particular. Estos arquetipos a menudo tienen su origen en la mitología, las leyendas y el folclore. Por ejemplo, Bugs Bunny es un ejemplo del arquetipo del tramposo o sinvergüenza porque desafía los estándares establecidos de moralidad y ética. Aunque Carl Gustav Jung identificó los primeros arquetipos a partir de los tipos de historias en 1919, autores como Joseph Campbell y James Hillman continuaron el trabajo que había comenzado. Otros autores, como Christopher Vogler en El viaje del escritor, han reorganizado la clasificación, a menudo combinando arquetipos junguianos o definiendo subarquetipos dentro de la estructura definida por Jung.
Jung describió las siguientes figuras arquetípicas: la gran madre, el padre, el niño, el diablo, dios, el anciano sabio, la anciana sabia, el trickster, el héroe.
En su libro, El héroe de las mil caras, Joseph Campbell define ocho tipos de personajes recurrentes en el monomito del héroe. Estos incluyen el héroe, el aliado, el heraldo, el mentor, el tramposo, el cambiaformas, el guardián y la sombra.
Melanie Anne Phillips y Chris Huntley, autores de La Dramática, definen ocho arquetipos diferentes que destacan por sus características actorales y decisorias:
| Nombre              | Definición | Ejemplo |
| ------------------- | --- | --- |
| Personaje principal | El personaje principal es aquel a través de cuyos ojos el lector o espectador sigue la historia. A menudo es el protagonista. Su punto de vista es el ángulo de la historia, interactuando, dando una mejor visión del héroe, visto desde el exterior.                                                             | El doctor Sheppard en El asesinato de Roger Ackroyd de Agatha Christie. |
| Protagonista        | El líder de la trama, el que fuerza la acción. Instigador principal del esfuerzo implementado para lograr el objetivo de la historia. Su responsabilidad es hacer avanzar la trama. | Lestat en Entrevista con el vampiro de Anne Rice. |
| Antagonista         | El antagonista es el personaje directamente opuesto al protagonista. A menudo se le llama el peor enemigo o simplemente el malo. Su equivalente junguiano es la Sombra. | Javert de Los miserables de Victor Hugo es el enemigo jurado del héroe Jean Valjean. |
| El héroe            | Una combinación del personaje principal y el protagonista, el héroe es tanto el conductor principal de la trama como el actor a través del cual la audiencia experimenta la historia. | Luke Skywalker en Star Wars. |
| El confidente       | Personaje de apoyo, es regularmente el fiel amigo del protagonista, también puede ser el apoyo de otro tipo de personajes. | Sancho Panza es el compañero de Don Quijote en la obra de Cervantes. |
| El obstáculo        | Sin ser necesariamente un antagonista, el personaje obstáculo es el que se interpone en el camino. Del mismo modo que el protagonista suele cumplir la función de héroe, en ocasiones se mezclan antagonista y personaje obstáculo.                                                                                | Charles « Haywire » Patoshik de Prison Break obliga a Michael Scofield a cambiar sus planes de escape. |
| El sabio            | Es un personaje de sangre fría, es lógico, tranquilo, sereno, dueño de sí mismo. Toma decisiones y actúa enteramente con base en la lógica. Por lo general, su uso suele ir acompañado de un personaje emocional para crear una fuente de conflicto.                                                               | En El señor de los anillos de J. R. R. Tolkien, el personaje lógico es Gandalf. Muchos de los miembros de la Comunidad del Anillo son personajes emocionales. Entonces Gandalf está allí para replantearlos y recordarles su propósito. |
| El emocional        | El personaje emocional responde con sus sentimientos, malos o buenos, sin pensar. Por lo tanto, es a la vez impulsivo y sensible. Este es a menudo un personaje que se deja llevar fácilmente, desperdiciando su energía innecesariamente enfadándose. Pero es también su emotividad la que lo hace ser compasivo. | El Capitán Haddock es un personaje colérico cuyos arrebatos son tan breves como espectaculares. Pero, a pesar de esto, ha demostrado ser muy sensible.                                                                                  |

Otro desglose, más propio del mundo del cómic, el manga o la fantasía, arroja los siguientes arquetipos:
| Nombre        | Definición | Ejemplo                                                           |
| ------------- | --- | ----------------------------------------------------------------- |
| El amante     | Se guía por el corazón. Siempre busca transmitir y recibir amor, debido a esto, su principal debilidad suele ser la ingenuidad y la irracionalidad.                                | Scarlett O’Hara en Lo que el viento se llevó de Margaret Mitchell |
| El héroe      | Carácter auténtico, nunca se rinde. Su evolución es completa durante la historia, pasando de la debilidad a la fortaleza, de la duda a la seguridad.                               | Aquiles en la Ilíada                                              |
| El mago       | Es una figura poderosa, a menudo con una gran experiencia. A diferencia del sabio o del mentor, busca imponer sus ideales al mundo.                                                | Morfeo en la saga Matrix                                          |
| El rebelde    | Este es el papel del villano. Representando el lado oscuro, se opone al héroe. | Darth Vader de Star Wars                                          |
| El explorador | Un personaje con un deseo natural por explorar el mundo. | Lara Croft de los juegos de Tomb Raider                           |
| El sabio      | Generalmente mayor que el héroe. El mentor brinda consejos, su papel es ser un guía valioso, lleno de sabiduría y conocimiento.                                                    | Albus Dumbledore de Harry Potter                                  |
| El inocente   | Frecuentemente es representado como un niño, cuyas única intención es hacer el bien. Su mayor temor es ser castigado por hacer algo incorrecto.                                    | Hermione Granger en Harry Potter                                  |
| El creador    | Un personaje creativo, comprometido y perfeccionista. A menudo obsesionado con dejar un legado para ser recordado después de su muerte.                                            | Dr. Victor Frankenstein en Frankenstein o el moderno Prometeo     |
| El gobernante | Frecuentemente cuenta con el estatus o los recursos para ejercer poder sobre los demás. Es un personaje indiferente y aparentemente inalcanzable, su mayor temor es ser derrocado. | Walter White en Breaking Bad                                      |
| El cuidador   | Es comprensivo y empático. Siempre busca el bienestar de los demás, incluso si eso supone renunciar al suyo propio.                                                                | Mary Poppins en la película Mary Poppins                          |
| El normal     | Un personaje identificable, que no destaca ni desea hacerlo. | Bilbo Bolsón en El hobbit                                         |
| El bromista   | Es el personaje cómico de la obra. A menudo muestra estupidez o al menos la finge.                                                                                                 | Timón y pumba en El rey león                                      |

## Propiedades

### Nombre
Los nombres de los personajes suelen ser importantes, especialmente cuando siguen los principios de la onomástica. Las convenciones de nomenclatura han cambiado a lo largo del tiempo. En muchas comedias inglesas, por ejemplo, los autores dieron a sus personajes nombres icónicos sin un equivalente real: Sir Fidget, Mr. Pinchwife y Mrs. Squeamish son algunos ejemplos. Los autores a veces buscan nombrar a un personaje inspirándose en un adjetivo o una idea que sugiera sus cualidades. El nombre del Sr. Murdstone en David Copperfield de Charles Dickens sugiere asesinato y desagrado. La principal preocupación de Sancho Panza es, como su nombre indica, llenar el estómago. Monsieur de Pourceaugnac, en la obra de Molière, es un provinciano ridículo.
Cuando un personaje ficticio resalta por un rasgo de carácter o de un estado de ánimo en particular, su nombre se convierte en sinónimo de este atributo. Hablamos así de un don Juan para evocar a un seductor, de un tartufo para un hipócrita, de un cándido para un ingenuo, etc. En el cine, la literatura popular y el cómic también han aparecido personajes simbólicos con un atributo particular, como Superman que encarna al superhéroe, Sherlock Holmes, sinónimo de perspicacia y sentido de la deducción, etc. En algunas obras de la literatura del siglo XVIII y XIX como Los Miserables de Victor Hugo, los nombres de los personajes se reducen a una sola letra y un guion largo. Esta convención de escritura también se usa para otros nombres propios, como los nombres de lugares. Esto tiene el efecto de sugerir que el autor está pensando en una persona real pero omite el nombre completo para mantener su identidad en secreto. En el siglo XX, Ian Fleming emplea una técnica similar en su serie de novelas de James Bond, donde el nombre real de M, si se habla en un diálogo, siempre se escribe "Mr. M***".
El nombre de un personaje a veces se refiere al mundo real, la literatura o la mitología. Por ejemplo, puede ser simplemente llamar a Romeo un personaje enamorado, o a Fénix al que se supone que regresará de la tumba.

### Apariencia
Al leer una novela, la lista de características de los personajes conocidas por el lector no es interminable. A diferencia de los elementos del mundo real, un personaje ficticio está incompleto, ya que sus características se limitan a aquellas que son descritas por el autor.
Dadas las inferencias que hacen los lectores a partir de los datos que tienen disponibles, no es raro que una adaptación cinematográfica decepcione a los fanáticos por la elección de actor para interpretar a un personaje. Un ejemplo de esto es, Michael Keaton, ya que la aceptación del público no fue unánime cuando Tim Burton decidió darle el papel de Batman en la película de 1989. Por el contrario, los fanáticos querían desesperadamente a Patrick Stewart para el papel del Profesor X en X-Men.
También es problemático cuando la elección del actor va en contra de las propiedades descritas en la obra original. Cuando se estrenó el último James Bond, la elección de un actor rubio, Daniel Craig, para interpretar al héroe fue algo chocante. Algo parecido sucedió en la adaptación cinematográfica de la novela Entrevista con el vampiro, donde Incluso Anne Rice, la autora de la saga, se sorprendió con la elección de Tom Cruise para interpretar al personaje de Lestat.

## Distintas interpretaciones
Las lecturas varían enormemente en la forma en que entienden los personajes ficticios. El método más extremo es imaginarlos como personas reales. Esta mimesis en los personajes de ficción es así comentada por Milan Kundera: “Don Quijote es casi impensable como ser vivo. Sin embargo, en nuestra memoria, ¿Qué personaje está más vivo que él?" Por el contrario, es posible percibirlos como creaciones puramente artísticas que no tienen nada que ver con la vida real. Pero la mayoría de los estilos de lectura se encuentran en algún punto intermedio.

### Personajes como símbolos
En algunas lecturas, se entiende que ciertos personajes representan una determinada cualidad o abstracción. Más que ser personas, estos personajes representan algo más grande y más universal. Algunos simbolizan el capitalismo triunfante (como en El Gran Gatsby de Francis Scott Fitzgerald), otros el romanticismo quimérico (Don Quijote) o incluso el sueño americano (Rocky Balboa de la serie Rocky). Además, tres de los personajes principales de El señor de las moscas son metáforas de los elementos de la civilización: Ralph representa el instinto de la civilización, Jack el instinto salvaje y finalmente Piggy, el lado racional de la naturaleza humana.

### Personaje como representante
Otra forma de leer a los personajes simbólicamente es ver a cada uno de ellos como representante de un determinado grupo de personas. Por ejemplo, Bigger Thomas de la novela Hijo nativo (1940) de Richard Wright se ve a menudo como la encarnación del joven negro de la década de 1930, condenado a una vida de pobreza y explotación.

### Personajes como referencia histórica o biográfica
A veces, los personajes representan claramente figuras históricas importantes. Por ejemplo, el cazador de nazis Ezra Lieberman en Los niños del Brasil de Franklin J. Schaffner, a menudo se compara con el verdadero Simon Wiesenthal. Otro ejemplo de esto sucede en El gran dictador de Charlie Chaplin, donde este último interpreta a Adenoid Hynkel, una clara referencia a Adolf Hitler. Otras veces, los autores se apoyan en personas de su propio entorno para crear sus personajes. En Glenarvon, Lady Caroline Lamb relata su historia de amor con Lord Byron, camuflando sutilmente esto con el papel principal. Nicole, la esposa destructiva y mentalmente enferma en Suave es la noche de Francis Scott Fitzgerald, a menudo se considera una versión ficticia de la propia esposa de Fitzgerald, Zelda Fitzgerald. De manera similar, los escritores también crean personajes "compuestos" que extraen sus características de varios individuos.

## Usos inusuales
La literatura posmoderna incorpora con frecuencia personajes reales en escenarios ficticios e incluso realistas. En el cine, la aparición de una persona real que se interpreta a sí misma en una historia ficticia es una especie de cameo. Por ejemplo, en Annie Hall de Woody Allen, Alvy Singer, el personaje interpretado por Allen, utiliza a Marshall McLuhan para resolver una disputa. Otro ejemplo destacado de este enfoque es la película ¿Quieres ser John Malkovich?, en la que el actor John Malkovich interpreta al personaje John Malkovich (aunque el actor real y el personaje tienen un segundo nombre diferente). También podemos mencionar a Elon Musk y Larry Ellison, ambos fundadores de grandes compañías de tecnología, quienes tuvieron breves apariciones en Iron Man 2.
En la literatura experimental también hay casos en los que el autor actúa como un personaje dentro de su propia obra. En Niebla de Miguel de Unamuno, una de las escenas más llamativas es el enfrentamiento entre el protagonista Augusto Pérez y el propio novelista. Paul Auster también emplea esta técnica en su novela Ciudad de cristal, que comienza con su personaje principal llamándolo por teléfono.
Debido a la influencia de Hollywood, varios actores famosos se han vuelto tan conocidos que puede ser difícil limitar su personaje a una sola película. En cierto sentido, Bruce Lee es siempre Bruce Lee, lo mismo que Woody Allen, Tom Cruise o incluso Harrison Ford. Su notoriedad es tal que el público mezcla la personalidad del actor con la del personaje que interpreta. Este principio también se utilizó para la trama de la película Last Action Hero con Arnold Schwarzenegger. Finalmente, en algunas obras a veces se hace referencia a personajes que nunca aparecen. Este tipo se llama personaje fantasma.